# روبرت ألمان
روبرت ألمان (بالإنجليزية: Robert Allman)‏ هو مغني ومغني أوبرا أسترالي، ولد في 8 يونيو 1927، وتوفي في 4 ديسمبر 2013 في سيدني في أستراليا.

## وصلات خارجية
- روبرت ألمان على موقع IMDb (الإنجليزية)
- روبرت ألمان على موقع ميوزك برينز (الإنجليزية)